# Mistbiene
Die Mistbiene, Schlammbiene oder Scheinbienen-Keilfleckschwebfliege auch Drohnenfliege (Eristalis tenax) ist eine häufige und auffällige Schwebfliegenart.

## Merkmale
Die Mistbiene ist eine große, 14 bis 18 Millimeter lange, bienenähnliche Schwebfliege. Ihr Hinterleib ist dunkelbraun und hat am zweiten Segment keilförmige gelbe, ockerfarbene oder rötlich-gelbe Flecken. Allerdings ist die Zeichnung recht unterschiedlich.
Die schwarzen Facettenaugen sind oben und unten durch Haarbinden verbunden. An den Augen kann man auch Männchen und Weibchen unterscheiden: Bei den Männchen stoßen die Augen an der Stirn zusammen, bei den Weibchen sind die Augen deutlich voneinander getrennt.
Zur Unterscheidung von anderen Eristalis-Arten ist die ungefiederte Fühlerborste wichtig.

## Entwicklung

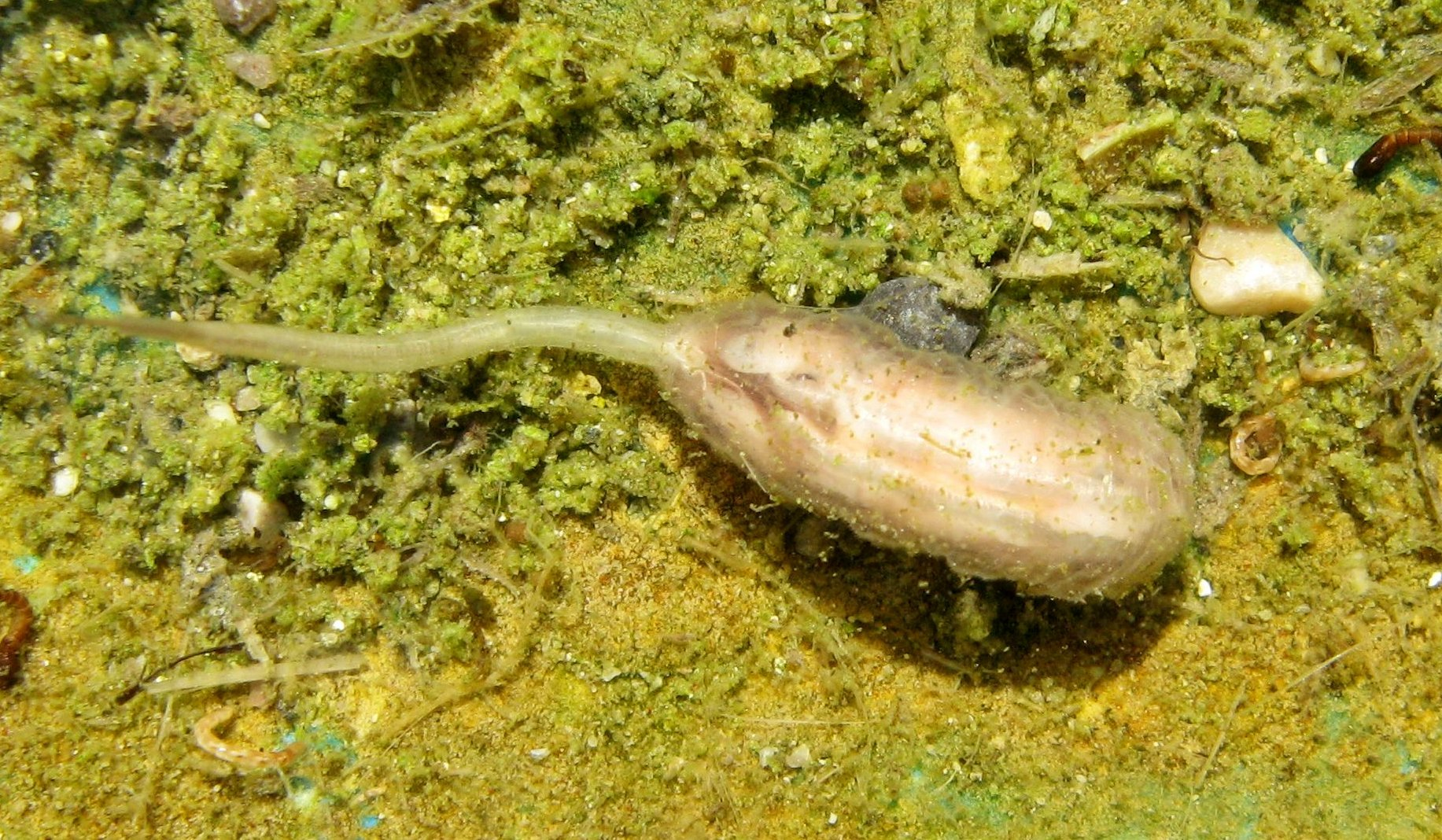
Rattenschwanzlarve der Tribus Eristalini

Die Larven der Mistbienen leben in Jauchegruben, Sickergruben, im Schlamm von Tümpelrändern und in anderem bakterienreichen, sauerstoffarmem Wasser mit sich zersetzenden pflanzlichen Substanzen. Sie haben ein langes Atemrohr, das aus drei Abschnitten besteht und teleskopartig auf eine Länge von bis zu 4 cm ausgefahren werden kann. Mit diesem holen sie Luft von der Wasseroberfläche. Wegen dieses Rohres werden sie auch Rattenschwanzlarven genannt (Name: (gr.) eri- „lang“, stalis „Stange am Vorderende (hier freilich Hinterende, sozusagen Heckspriet) des Schiffes“; (lat.) tenax „zählebig“). Die Larven selber werden ca. 20 mm groß. Sie filtern Bakterien und faulende Pflanzenteile aus dem Wasser und tragen damit auch zur Klärung von Abwässern bei. Trotzdem werden sie bei massenhaftem Auftreten bekämpft, da sie zur Verpuppung das Wasser verlassen und auf der Suche nach einer trockenen Stelle auch in Häuser und Wohnungen eindringen. Auch andere Vertreter der Gattung Eristalis und der verwandten Gattung Helophilus haben Rattenschwanzlarven.

## Vorkommen und Lebensweise

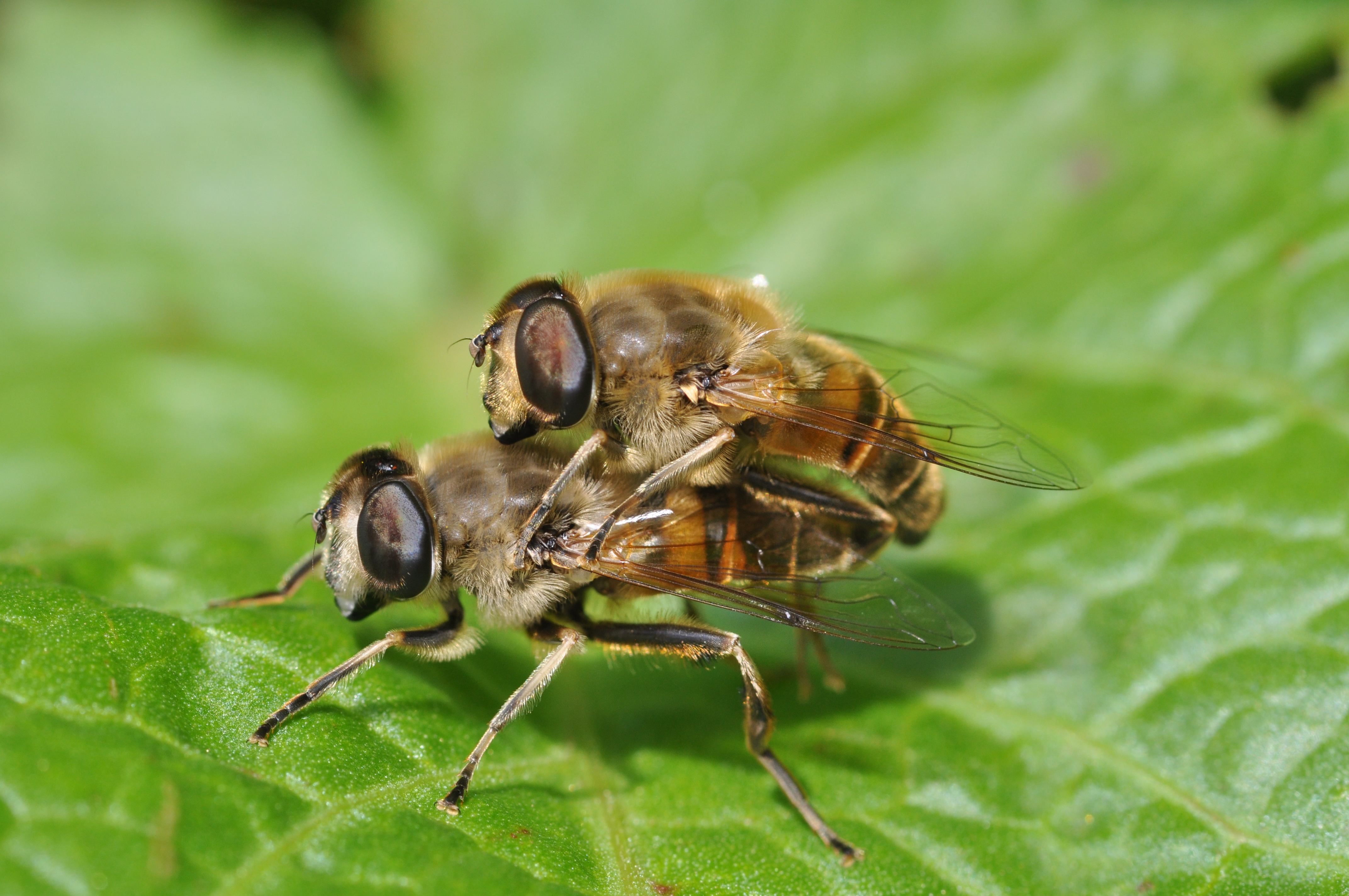
Mistbienen bei der Paarung

Die Mistbiene ist weltweit verbreitet. Sie ist vor allem in ländlichen Gebieten, in denen es Entwicklungsmöglichkeiten für ihre Larven gibt, recht häufig. Wegen ihres oft massenhaften Auftretens in der Nähe von Misthaufen hat sie auch ihren Namen bekommen.
Die Imagines fliegen hauptsächlich von März bis Oktober, an warmen Tagen aber auch im Winter. Sie besuchen besonders gerne die Blüten von Korbblütlern und Doldenblütlern. Die Weibchen überwintern.
Die Mistbiene hat einen nur schwach ausgeprägten Fluchtreflex und lässt sich ohne Probleme mit den Händen fangen. Sie verlässt sich dabei offenbar auf ihre Bienen-Ähnlichkeit (Mimikry). In der Antike war der Aberglaube an die sogenannte Bugonie verbreitet, also daran, man könne Bienen züchten, indem man einen Ochsen auf dem Feld verwesen lässt (Urzeugung) – die massenhaft auftretenden Fliegenmaden mögen zum Teil auch wirklich Mistbienen gezeitigt haben, was aber kaum zu mehr Honig führte. Ganz selten kann die Rattenschwanzlarve bei Säugetieren (auch Menschen) zur Verursacherin von Myiasis werden.

## Wanderverhalten der Mistbiene
Eristalis tenax gehört zu den Wanderinsekten und führt gerichtete saisonale Wanderungen durch. Diese führen im Herbst von Mitteleuropa nach Süden und Südwesten in die Mittelmeerregion. Die Mistbiene überquert dabei die Pässe der Mittelgebirge, der Pyrenäen und der Alpen. Im Frühjahr erfolgt der Zug in entgegengesetzter Richtung. Die Mistbiene zieht unter Nutzung günstiger und Vermeidung ungünstiger Winde. Sie weist dabei ein ähnliches Verhalten auf wie ziehende Tagfalter und Vögel.
Der Zug der Mistbiene nach Süden findet in geringen Höhen statt und ist dadurch für das Auge nur bei Gegenwind und am Gebirgsanstieg sichtbar. Die Schwebfliegen versuchen dadurch ungünstige Luftströmungen zu unterfliegen. Bei Rückenwinden zieht die Mistbiene in großen Höhen über die deutschen Mittelgebirge. Über der Schwäbischen Alb etwa wurde mit Spezialoptik starker Schwebfliegenzug noch in Höhen von 1000–1400 Metern über Grund festgestellt (in bis zu 2000 Metern Meereshöhe). Noch bis in große Höhen wurden dabei auch Vögel beobachtet, die dort ziehende Schwebfliegen jagten.
An der Forschungsstation Randecker Maar auf der Schwäbischen Alb werden die Wanderungen von Schwebfliegen (darunter auch die Mistbiene) seit 1970 dokumentiert und die Tiere mit Hilfe von Reusen erfasst, bestimmt und gezählt.
Dabei wurde in den vergangenen Jahren ein starker Rückgang in den Zahlen erfasster Tiere festgestellt. Die Forscher führen diesen auf den Einsatz von Giftstoffen in der Landwirtschaft zurück.